# Marija Mezencewa
Marija Serhijiwna Mezencewa (ukr. Марія Сергіївна Мезенцева; ur. 10 grudnia 1989 w Charkowie) – ukraińska polityczka.
Posłanka IX kadencji do Rady Najwyższej Ukrainy. Pełni kilka funkcji związanych z integracją europejską, w tym jest wiceprzewodniczącą Komisji Integracji Ukrainy z Unią Europejską i przewodniczącą ukraińskiej delegacji do Zgromadzenia Parlamentarnego Rady Europy.

## Życiorys

### Młodość i wczesna kariera
Marija Mezencewa urodziła się 10 grudnia 1989 w Charkowie. Wychowała ją mama Nina, a jej ojczymem jest biznesmen Witalij Fedorow. Od dzieciństwa pasjonuje się tańcem, kilka razy była mistrzynią Ukrainy w tańcu nowoczesnym.
W latach 2006–2011 studiowała międzynarodowe stosunki gospodarcze na Charkowskim Uniwersytecie Narodowym. W czasie studiów pracowała jako asystentka w firmie prawniczej Земельний Ексклюзив. Następnie wyjechała na studia do Anglii na University of Kent, gdzie w 2012 uzyskała tytuł magistra stosunków międzynarodowych i prawa międzynarodowego.
Od 2012 do 2013 odbyła staż w Brukseli w ramach projektu Eastern Partnership Leaders for Change (EPLC), ale wróciła na Ukrainę podczas Rewolucji Godności.

### Kariera polityczna
Mezencewa została wybrana do Rady Miejskiej Charkowa w 2015 z ramienia partii Samopomoc. Według danych ruchu społecznego ЧЕСНО (Uczciwie) w 2016 i 2017 była jedną z najczęściej nieobecnych radnych i miała 25% nieobecności.
W 2019 wzięła udział w wyborach parlamentarnych w Ukrainie i została wybrana do Rady Najwyższej Ukrainy z ramienia partii Sługa Narodu.
W 2020 Mezencewa została jedną z wiceprzewodniczących Komisji Integracji Ukrainy z Unią Europejską. Rok później została przewodniczącą ukraińskiej delegacji do Zgromadzenia Parlamentarnego Rady Europy (PACE/ZPRE).
W wywiadzie z listopada 2021 Mezencewa uznała, że jednym z głównych wyzwań w stosunkach pomiędzy Ukrainą i Europą jest kwestia agresji Rosji w Donbasie. Wspomniała o trudnych – wręcz wrogich – relacjach z delegacją rosyjską, gdzie skrajnym przypadkiem był jeden z delegatów rosyjskich Pёtr T., który oznajmił w pewnym momencie, że patriotów ukraińskich „należałoby wieszać na latarniach”. Mezencewa stwierdziła, że delegacja ukraińska złożyła w tej sprawie oficjalną skargę na podstawie kodeksu postępowania ZPRE. W tym samym wywiadzie mówiła również, że ważne jest dostosowywania norm demokracji i prawa człowieka w Ukrainie. Z jednej strony mówiła o przyjęciu rezolucji „Naruszenia praw człowieka wobec Tatarów krymskich na Krymie”. Z drugiej mówiła, że ważne będzie też ratyfikowanie przez Radę Najwyższą Konwencji Stambulskiej.
W marcu 2022, po rosyjskiej inwazji na Ukrainę, Mezencewa udzieliła wywiadu Sky News, w którym opowiadała m.in. o bieżącej pracy parlamentu i tym, że mimo wojny nadal przyjmują ustawy, ale mówiła też o problemach organizacji tzw. zielonych korytarzy humanitarnych i rosnących doniesieniach o przemocy seksualnej oraz innych doniesieniach o zbrodniach wojennych rosyjskich żołnierzy.

## Wyróżnienia
- Laureatka nagrody „Utalentowane Dzieci Regionu Charkowskiego” (Обдаровані діти Харківщини) za swoje dokonania w tańcu nowoczesnym[3][5].